# Merriamoceros
Merriamoceros é um gênero extinto de antilocapridae. É conhecido por uma única espécie, que também é a espécie-tipo, M. coronatus.

## Descoberta e nomeação

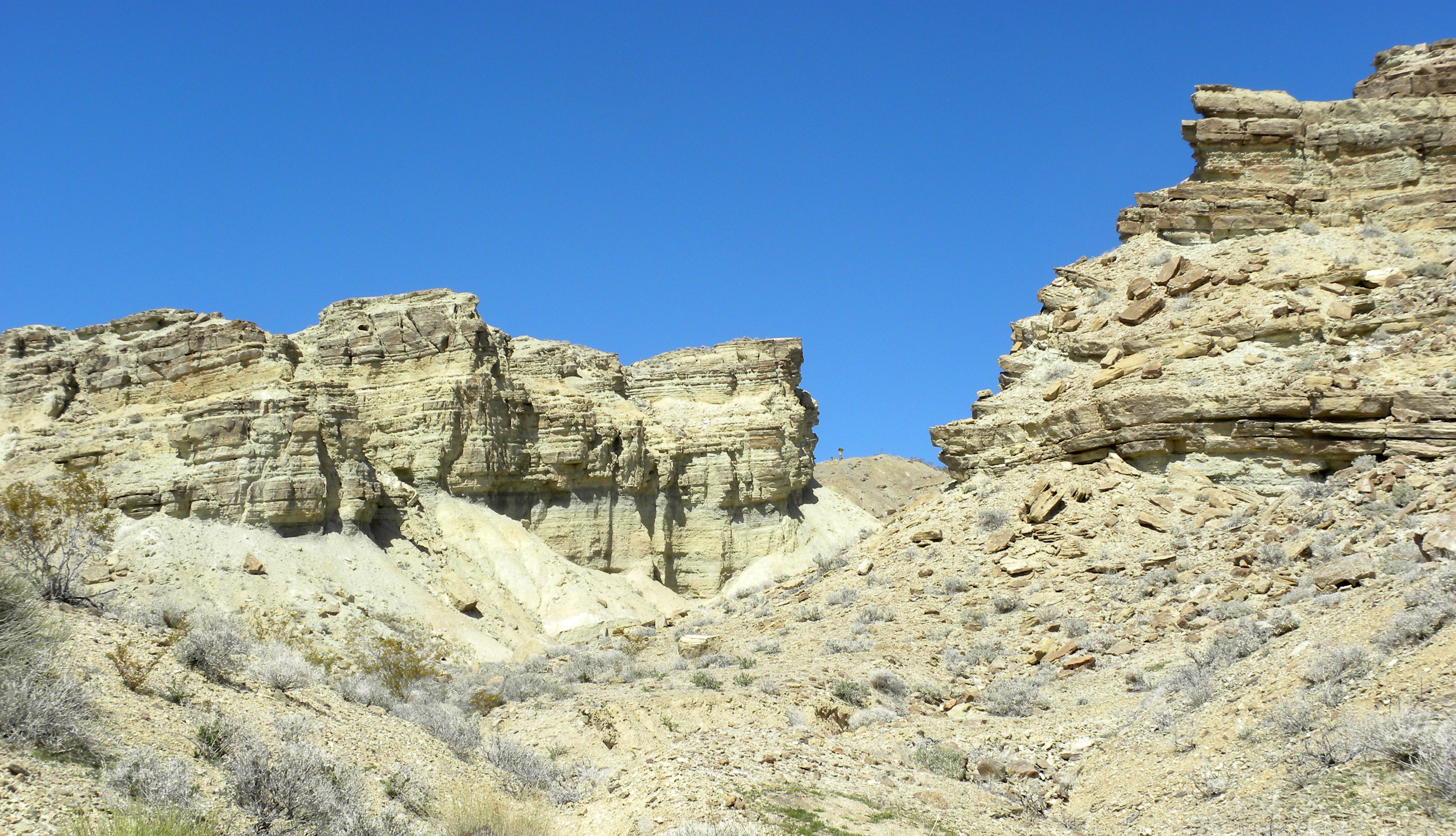
Formação Barstow (Mioceno), California.

O espécime tipo (UCMP 20052) que define esta espécie é denominado Merriamoceros coronatus, derivado de seu descobridor, JM Merriam. É conhecido a partir de um crânio parcial (um único chifre ou chifre fragmentário). Vestigios de Merriamoceros foram achados em formações rochosas datadas do época do Mioceno Inferior, de 15,9 a 13,6 milhões de anos atrás. Sua localidade-tipo é Barstow, que está em um horizonte terrestre Barstovian na Formação Barstow da Califórnia.

## Descrição
Merriamoceros foi um parente pré-histórico do pronghorn moderno (Antilocapra americana), que é uma espécie de mamífero artiodáctilo originário do interior da América do Norte ocidental e central. Seus fósseis foram descobertos na Califórnia e foram reconhecidos por um corpo pequeno e chifres palmados.